# Atanas Tendeng
Atanas Tendeng (ur. 23 czerwca 1970) – senegalski piłkarz grający na pozycji napastnika. W swojej karierze rozegrał 7 meczów i strzelił 2 gole w reprezentacji Senegalu.

## Kariera klubowa
W swojej karierze piłkarskiej Tendeng grał w klubie Casa Sports.

## Kariera reprezentacyjna
W reprezentacji Senegalu Tendeng zadebiutował 19 września 1993 w przegranym 0:2 towarzyskim meczu z Zimbabwe, rozegranym w Harare. W 1994 roku został powołany do kadry na Puchar Narodów Afryki 1994. Na tym turnieju rozegrał trzy mecze: grupowe z Gwineą (2:1, strzelił w nim gola) i z Ghaną (0:1) oraz ćwierćfinałowy z Zambią (0:1). Od 1993 do 1994 roku rozegrał w kadrze narodowej 7 meczów i strzelił 2 gole.